# ديفيد مالو
ديفيد مالو (بالإسبانية: David Malo Azagra)‏ هو لاعب كرة قدم إسباني في مركز ظهير ‏، ولد في 21 أغسطس 1980 في Marcilla ‏ في إسبانيا. لعب مع بونفيرادينا وبينيا سبورت وريال يونيون ونادي أليكانتي ونادي إيبار ونادي سان أندرو.

## وصلات خارجية
- ديفيد مالو على موقع قاعدة بيانات كرة القدم.إي يو (الإنجليزية)
- ديفيد مالو على موقع Soccerway.com (الإنجليزية)